# 1992-es sevillai világkiállítás
Az 1992-es sevillai világkiállítás (spanyolul: Exposición Universal de Sevilla de 1992, röviden Expo ′92) a spanyolországi város 20. századi történetének egyik legfontosabb eseménye volt. A közel hat hónapon át tartó rendezvényen rekordszámú, 112 ország vett részt, valamint számos vállalat és nemzetközi szervezet. A látogatók száma elérte a 41,8 millió főt. Összesen körülbelül 100 pavilon épült fel, amelyek közül néhányat, például a Makovecz Imre tervezte magyar pavilont is az andalúz történelmi örökség részévé nyilvánítottak.

## Története
A világkiállítás megrendezésének ötletéről először 1976-ban beszélt I. János Károly spanyol király, amikor első hivatalos látogatását tette a dominikai Santo Domingóban. Ekkor említette meg, hogy majd 1992-ben, Amerika felfedezésének 500. évfordulója alkalmából jó lenne egy világméretű kiállítást rendezni, amelyben számít a Latin-Amerikai országok támogatására is. 1981 januárjában a sevillai önkormányzat jóváhagyta azt a kérelmet, amely szerint majd a város lenne a rendezvény helyszíne, egy évvel később pedig a spanyol kormány hivatalosan is benyújtotta a kérvényt a világkiállítások helyszínének eldöntéséért felelős szervezethez, a Nemzetközi Kiállítási Irodához. Igaz, hogy Chicago is pályázott egy 1992-es világkiállításra, illetve egy közeli időpontra, 1989-re Párizs is, de utóbbi 1983-ban, előbbi pedig 1987-ben visszalépett, így egyértelművé vált, hogy Sevilla rendezheti az 1992-es kiállítást.

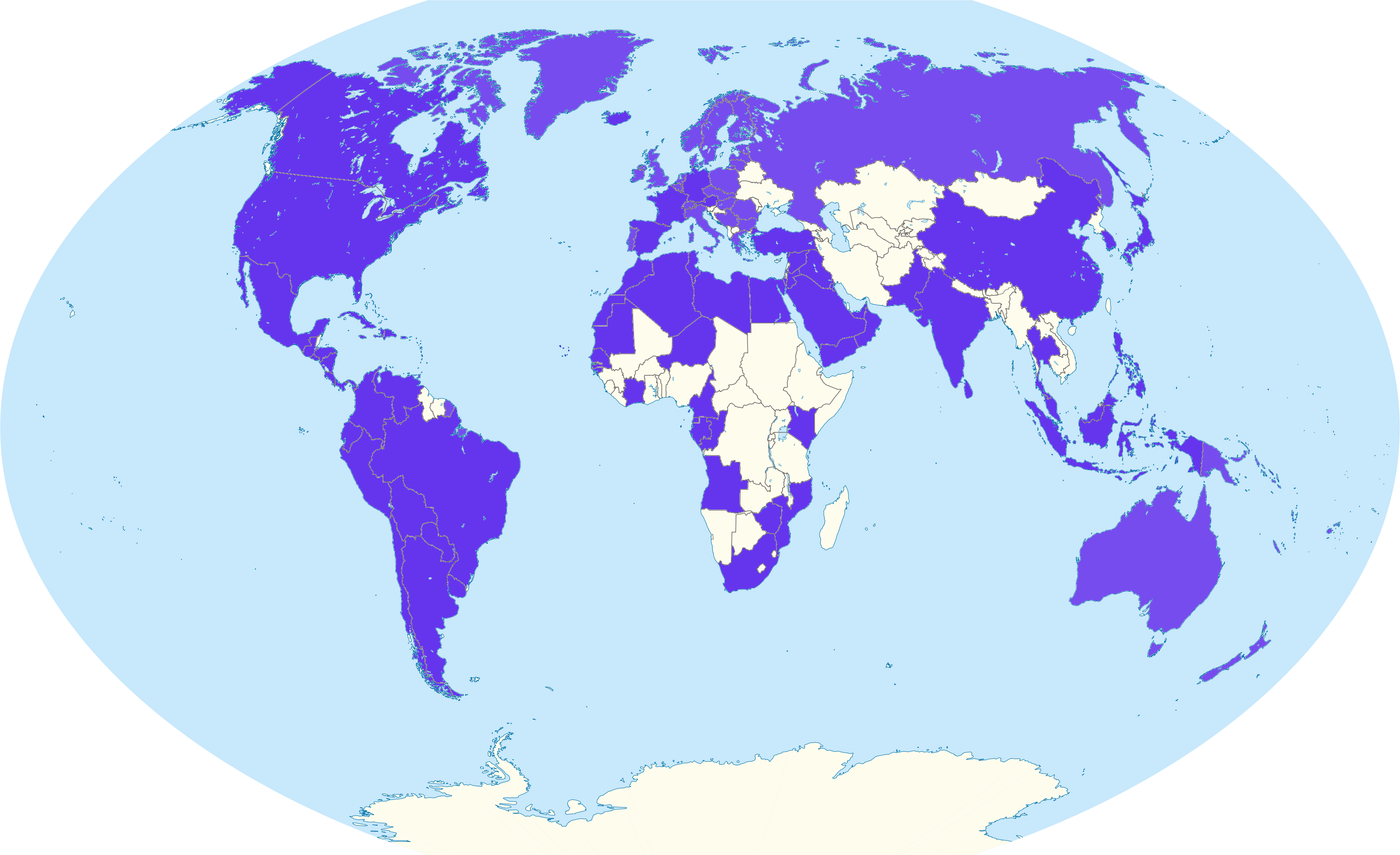
A világkiállításon részt vevő országok

A világkiállítás részleteinek fő tervei 1987 júliusára készültek el, ekkortól pedig nagyszabású építkezések kezdődtek. Felújították a város útjait, kibővítették a repülőteret és még egy új vasútállomást is megnyitottak. Fő helyszínül a La Cartuja nevű szigetet jelölték ki, amelyet akkoriban 250 hektárnyi mezőgazdasági terület foglalt el, illetve a cartujai kolostor romja, ahol feltételezések szerint Kolumbusz az „indiai” (valójában amerikai) útjára készült. Ezt a romot is felújították, hogy a kiállítás egyik jelképévé tegyék. Több új hidat is építettek, amelyeken keresztül a városból meg lehetett közelíteni a helyszínt. Összesen közel 100 pavilont építettek fel: 63-at országok, 17-et spanyol autonóm közösségek, ötöt nemzetközi szervezetek és hatot cégek részére, és még készült öt tematikus pavilon is. (Más forrás szerint 102 pavilon létezett.) Ugyancsak kialakítottak több parkot, például a Jardín Americanót („amerikai kert”) és a Jardines del Guadalquivirt, egy mesterséges tavat (Lago de España), és felépítettek egy hatalmas gömböt, a Esfera Bioclimáticát („bioklimatikus gömb”): ez utóbbi azt a célt szolgálta, hogy környezetében párásítsa a levegőt, és így elviselhetőbbé tegye a forróságot a látogatók számára.
Mindössze két hónappal a megnyitó előtt tűzvészben elpusztult a kiállítás egyik fő látványosságának szánt Felfedezések Pavilonjának egy része: mivel nem volt már lehetőség helyre hozni, ezért megbízták Eduardo Arroyo szobrászművészt, hogy készítsen valamiféle olyan „fedőalkotást”, amellyel el lehetett rejteni a károkat. Ezt a művész úgy oldotta meg, hogy az épület külső falaira mintegy 2000 színes létrát és 50 hatalmas, fekete kéményseprőfigurát helyezett el.
1992. április 20-án, húsvéthétfőn már reggel 9 órakor megnyitották a rendezvény kapuit, de a hivatalos megnyitóra csak néhány órával később került sor. János Károly király 12 óra 15 perckor jelentette ki, hogy a világkiállítás elkezdődött. Úgy fogalmazott: „Ez a történelem legnagyobb kiállítása, nem csupán méretei és a résztvevők száma miatt, hanem a várható programok sokfélesége és minősége miatt is.” A megnyitó alkalmából 5000 postagalambot engedtek szabadjára a cartujai monostorból, több mint 100 léggömböt bocsátottak fel, amelyek a résztvevő országokat jelképezték, illetve egy időben a város 38 helyszínén megszólaltak a harangok.
A világkiállítás összesen 176 napig tartott. Néhány pavilon előtt (ezek közül kiemelkedik a kanadai, a magyar, a marokkói és a spanyol) szinte állandó, végeláthatatlan sorok álltak, olyan nagy érdeklődés övezte őket. A japán Fujitsu pavilonja is a legnépszerűbbek közé tartozott, mert különleges szemüveggel nézhető háromdimenziós filmeket vetítettek benne.
Esténként a tónál lézeres fény- és hangjátékelőadást láthatott a közönség, ahol megjelent a kiállítás kabalafigurája, Curro is. (A már 1989-ben bemutatott Curro egy elefántlábakkal, valamint színes bóbitával és csőrrel rendelkező fehér színű madár.) Szintén rendszeresen tartottak koncerteket a Sony téren, és rendszeresek voltak a látványos felvonulások is.

## A pavilonok sorsa a rendezvény után
A nagyjából 100 pavilon többségét, ahogy előre tervezték, a világkiállítás után lebontották, de 32 megmaradt az utókor számára; közülük számos az úgynevezett Cartuja Technológiai Park (Parque Tecnológico Cartuja) területén található. Vannak köztük, amelyek ma is turisztikai látványosságnak számítanak, másokat úgy hasznosítottak, hogy valamely szervezet irodáit rendezték be benne. Néhány példa:
- A hajózási tematikus pavilonban ma is hajózási múzeum működik, a pavilon körül pedig nagyszabású városfejlesztés zajlott, például mellette épült fel a Torre Sevilla felhőkarcoló is.
- A marokkói pavilon az egyik legjobb állapotban fennmaradt az összes közül. II. Haszan marokkói király döntése alapján eredetileg is állandóra tervezték, a kiállítás után a spanyol állam tulajdonába került. Ma a Három Kultúra Alapítvány székhelye.
- A magyar pavilon hét tornya az ország hét vallását jelképezi. Felújítás után egy kis, megújuló energiákkal kapcsolatos múzeumot rendeztek be benne, de később bezárták. A 2010-es évekre nagyon lepusztult, eladásra is kínálták, de sokáig nem jelentkezett senki, aki megvette volna.[6]
- A finn pavilonban ma is megvan néhány olyan tárgy, amelyet Finnországból hoztak a kiállításra. Ma Az Építészet Fejlesztéséért és Terjesztéséért Alapítvány székhelye.
- A francia pavilonban a Fundación Telefónica nevű alapítvány működtet üzleti inkubátorházat.
- A monacói pavilonban ma is megvan a régi akvárium.
- Az olasz pavilon a spanyol után a második legnagyobb építmény volt, és jó állapotban maradt fenn. Ma technológiai innovációval foglalkozó vállalkozások otthona.

A bioklimatikus gömb szintén megmaradt, de ma már nem működik.

## Képek

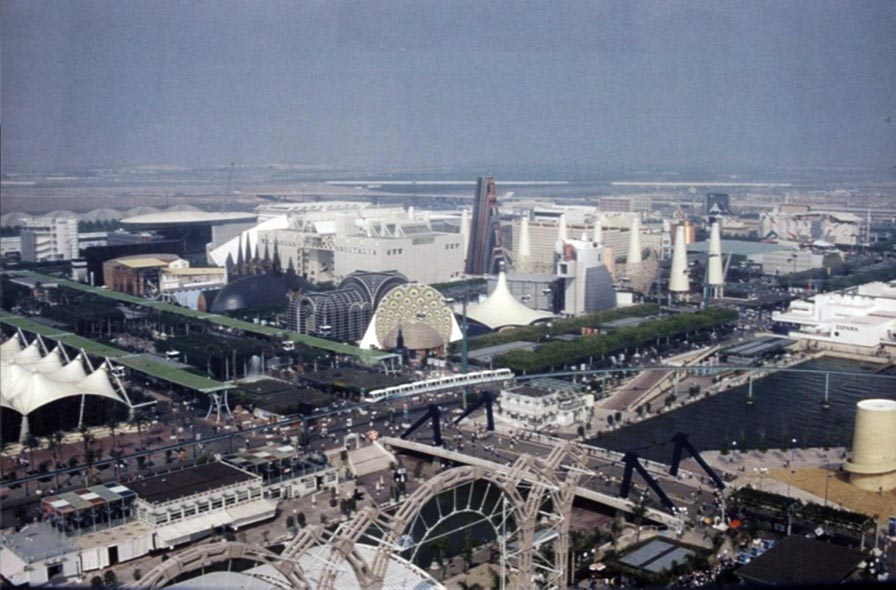
A kiállítás légi felvételen
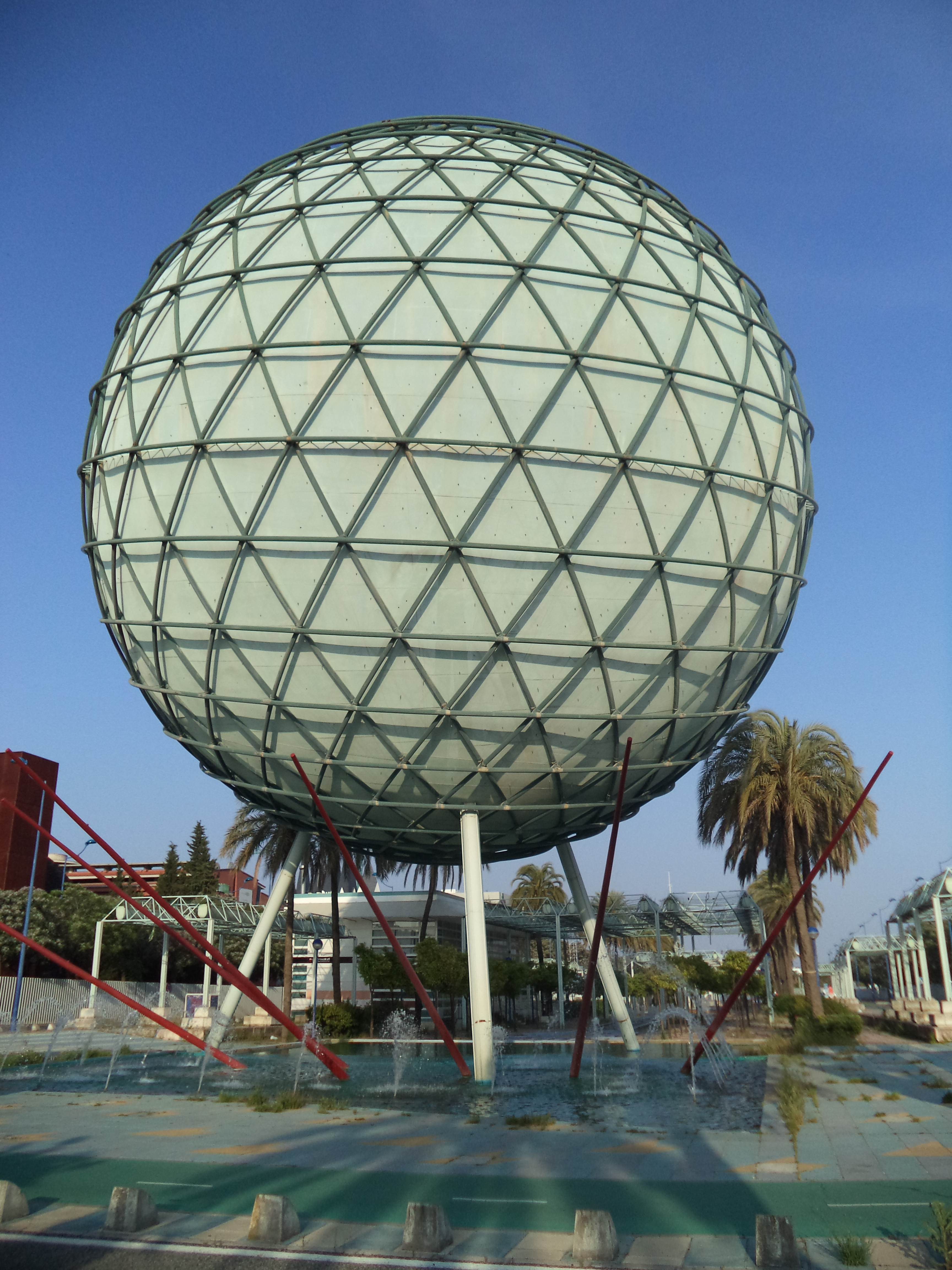
A „bioklimatikus gömb”
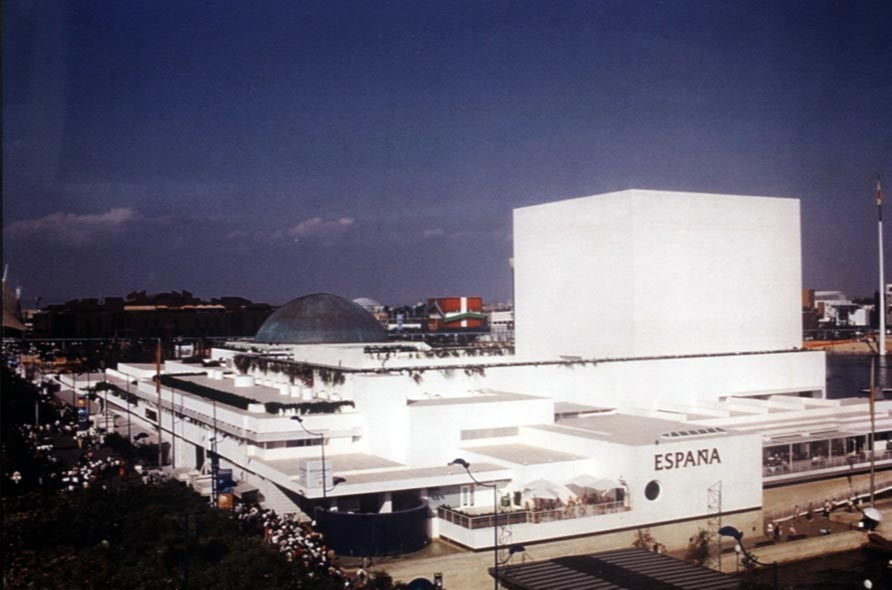
Spanyolország pavilonja
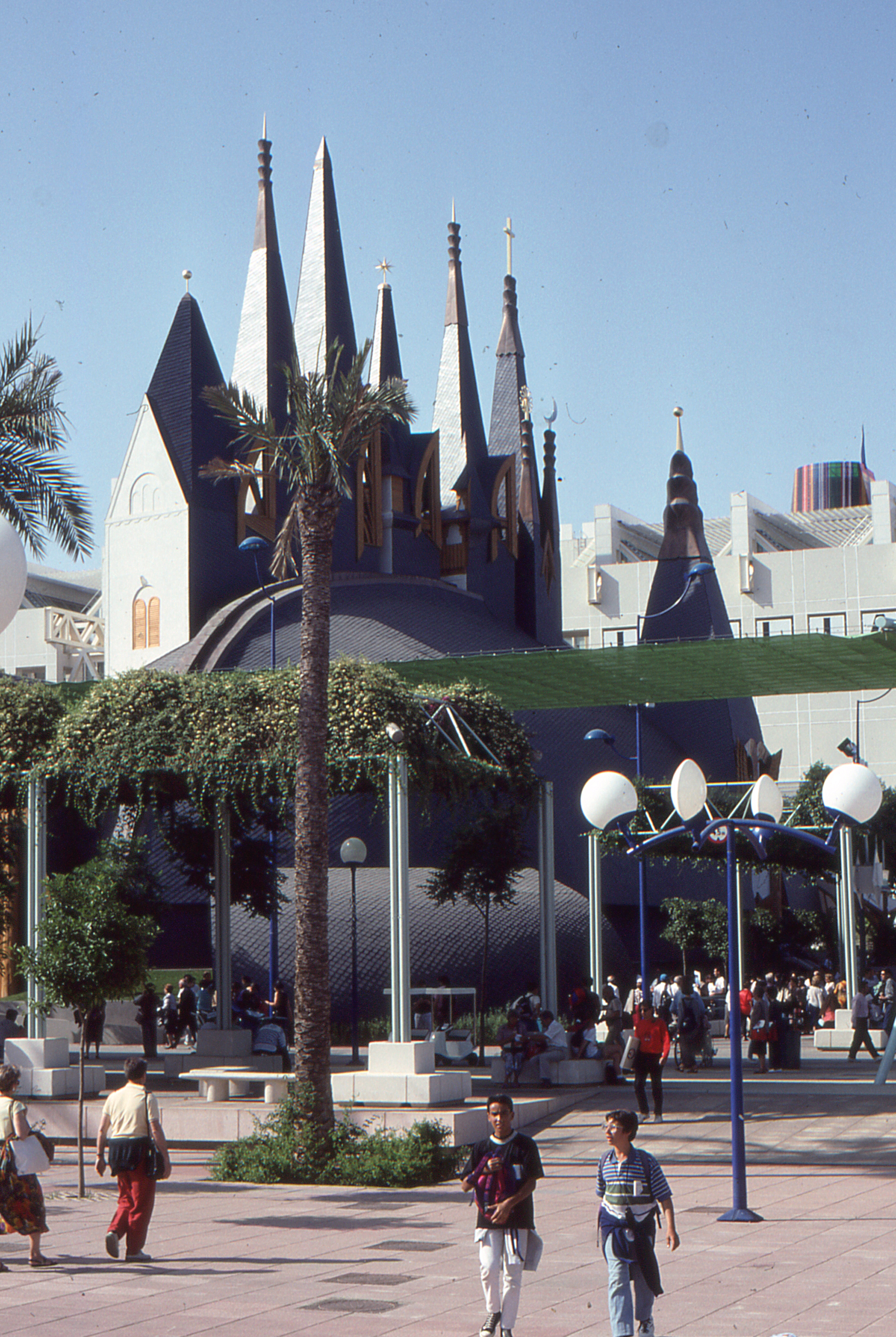
A Makovecz Imre tervezte magyar pavilon
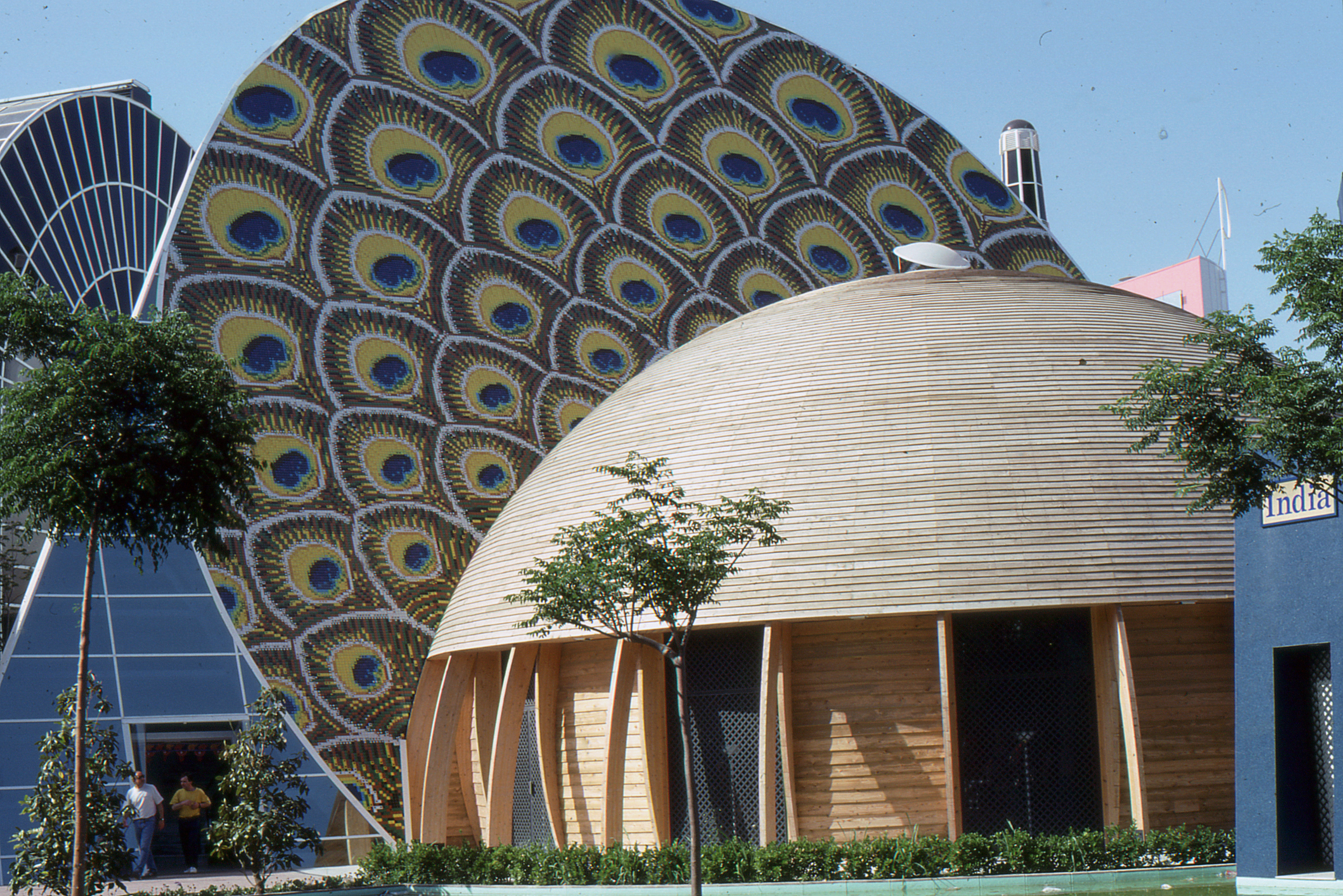
India pavilonja (mára lebontva)
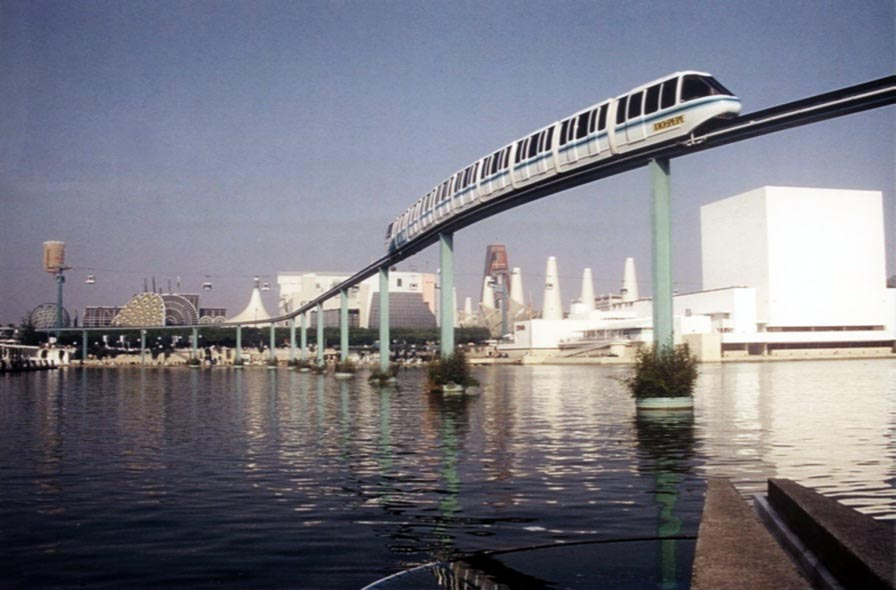
A helyszín megközelítésére szolgáló vonat